# Marko Belinić
‎Marko Belinić, hrvaški komunist, politik, prvoborec, partizan, politični komisar, rezervni general in narodni heroj, *13. avgust, 1911, Jakovlje, † 19. december, 2004, Zagreb, Hrvaška.

## Življenjepis
1941 se je pridružil NOGu in postal politični komisar II. operativne cone.
Opravljal je naslednje politične funkcije:
- član AVNOJa in ZAVNOHa,
- poslanec v ustavodajni skupščini DFJ,
- poslanec sabora Hrvaške,
- zvezni ljudski poslanec,
- član CK ZKJ,
- član CK ZKH,
- predsednik odbora Zveze sindikatov SRH,
- član predsedstva centralnega sveta ZSJ,
- predsednik republiškega odbora ZZBNOV Hrvaške.

Rezervni generalmajor Belinić je 1968 izgubil vse svoje politične fukcije.